# Abie Ames
Abie „Boogaloo“ Ames (* 23. Mai 1918 auf der Big Egypt Plantation in Cruger, Mississippi, anderen Quellen zufolge 6. Mai in Athens, Georgia; † 4. Februar 2002 in Greenville, Mississippi) war ein US-amerikanischer Jazz-, Blues- und Boogie-Woogiepianist.
Im Alter von fünf Jahren begann Ames mit dem Klavierspielen. Als Teenager zog er nach Detroit, wo Swing und Boogie-Woogie die beliebtesten Musikstile waren. Da er für Melodien ein gutes Gedächtnis hatte, lernte er sehr leicht, die Hits der damaligen Zeit zu spielen. In den späten 1940er-Jahren hatte er eine eigene Band, mit der er in Detroit und den nördlichen Städten auftrat. Auch mit Bluesmusikern, die in Detroit auftraten, spielte er zusammen. Ames Haus wurde zum Treffpunkt für heimische und durchreisende Musiker, darunter Nat King Cole und Erroll Garner.
In den frühen 1960er-Jahren war Ames Sessionmusiker in Barry Gordys neu entstandenem Motown-Label, der neue Sound verdrängte die Detroiter Jazzszene und Ames heiratete und zog mit seiner Frau Gracie nach Carrollton, Mississippi. Er nahm einen Job als Klavierstimmer bei der Baldwin Piano Company an und erreichte in den folgenden Jahren ein neues Publikum, in dem er für das, vorwiegend weiße, wohlhabende Publikum in Mississippi spielte. Er trat als Solist oder mit einer Band auf. Im Verlauf des Bluesrevivals der 1970er-Jahre kehrte er vom Jazz wieder zum Blues zurück. In dieser Dekade trat er regelmäßig bei Blues Festivals, darunter auch dem renommierten Chicago Blues Festival, auf.
Im Laufe seines Lebens unterrichtete er viele Schüler, darunter auch den bekannten Pianisten Mulgrew Miller. Nach dem Tod seiner Frau in den frühen 1980er-Jahren zog er nach Greenville, wo seine Zusammenarbeit mit Eden Brent begann, die den Rest seines Lebens andauerte. Gemeinsam bereisten sie das Land und traten in großen Städten wie New York, Philadelphia und Washington, D.C. auf. Ihre Zusammenarbeit war der Gegenstand des Dokumentarfilms Boogaloo & Eden: Sustaining the Sound und kurz vor seinem Tod entstand der Film Forty Days in the Delta für das südafrikanische Fernsehen.
Boogaloo Ames starb am 4. Februar 2002 und liegt auf dem Lakewood Cemetery begraben.

## Diskographie
- Boogaloo’s Boogie (posthum 2007)
- 2002 Belly of the Sun Duett mit Cassandra Wilson „Darkness on the Delta“
- Pinetops Boogie Woogie und After Hours für das 1999 erschienene „From Mississippi to Chicago“

## Auszeichnungen
Besonders gegen sein Lebensende hin wurde er oft ausgezeichnet. Unter den Auszeichnungen waren:
- Greenville Arts Council Lifetime Achievement
- Mississippi Arts Commission Artist Fellowship
- Mississippi Governor’s Award for Excellence in the Arts

| Personendaten    | Personendaten                                      |
| ---------------- | -------------------------------------------------- |
| NAME             | Ames, Abie                                         |
| ALTERNATIVNAMEN  | Ames, Boogaloo (Künstlername)                      |
| KURZBESCHREIBUNG | US-amerikanischer Boogie-Woogie-Pianist            |
| GEBURTSDATUM     | 23. Mai 1918                                       |
| GEBURTSORT       | unsicher: Athens, Georgia oder Cruger, Mississippi |
| STERBEDATUM      | 4. Februar 2002                                    |
| STERBEORT        | Greenville, Mississippi                            |